# 褐鼻鼠屬
褐鼻鼠屬（Oenomys），哺乳綱、囓齒目、鼠科的一屬，而與褐鼻鼠屬（褐鼻鼠）同科的動物尚有巴拉望軟毛鼠屬（巴拉望軟毛鼠）、弗羅裏斯鼠屬（弗羅裏斯鼠）、澳洲彈鼠屬（長尾彈鼠）、白腹鼠屬（臺灣白腹鼠）等之數種哺乳動物。

## 下属物种
本属包括以下物种：
- Oenomys hypoxanthus (Pucheran, 1855)
- Oenomys ornatus Thomas, 1911